# I LOVE N.M +3
『I LOVE N.M +3』(アイ・ラブ・ネヴァー・マインド)はGLAYの覆面バンドNEVER MINDが2001年7月28日に行われた「GLAY EXPO 2001 “GLOBAL COMMUNICATION”」の東京会場限定で販売したアルバム。2004年7月31日に行われた「 GLAY EXPO 2004 in UNIVERSAL STUDIOS JAPAN™ “THE FRUSTRATED”」で新たにポストカードが付属され販売された。これ以降は発売されていない。また、一般販売は一切されていない。本来のタイトルの表記は、「LOVE」の部分はアルファベットではなくハートマークである。

## 概要
GLAYのメンバーとサポートメンバーのToshi Nagaiによって結成されたバンド「NEVER MIND」による音源が収録されている。内容は、2000年5月26日に発売されたカセットテープ版「I LOVE N.M」に新曲を3曲追加しCD化したものである。全てNEVER MINDによるオリジナル作品であるが、1分に満たない曲も含まれていたり、歌詞の内容がHISASHIについての曲や、他のメンバーがボーカルをとっている曲もありお遊び的な要素が多いアルバムである。なお、歌詞カードは付属されていない。「ごらん、世界は苦しみに満ちているよ。」は2009年に発売されたGLAYのベストアルバム『THE GREAT VACATION VOL.2 〜SUPER BEST OF GLAY〜』に再録されたバージョンが収録されている。
JASRAC公式ホームページの作品検索では各楽曲の作詞、作曲者がメンバーの本名で登録されている。メンバー名やパートは以下の通り：
テリー（TERU）：Vocal
タックン（TAKURO）：Guitar, vocal
トニー（HISASHI）：Guitar, vocal
ジド（JIRO）：Bass, vocal
ボーボー（TOSHI）：Drums

## 収録曲
1. RADIO NEVER MIND (作詞・作曲：外村尚)
歌ではなく、ロカビリー調の音楽に合わせて外国人が英語でNEVER MINDの紹介と、「トニー」の紹介をする。トニーとはHISASHIのことである。
2. What's goin' on〜極悪トニー〜  (作詞・作曲：久保琢郎、外村尚)
HIT THE WORlD CHARTのような激しめの曲。曲が一度終わってから、ゆっくりな曲調でHISASHIが歌うパートが最後にある。
3. LOVE SURVIVOR (作詞・作曲：小橋照彦)
ファンク調の曲。
4. END TRAP  (作詞・作曲：久保琢郎)
早めのロックな曲。
5. POWER NEVER MIND  (作詞・作曲：久保琢郎)
「NEVER MIND!」と「POWER YOU!」を合計8回ほど叫ぶのみの短い曲。
6. ごらん、世界は苦しみに満ちているよ。  (作詞・作曲：久保琢郎)
後に『THE GREAT VACATION VOL.2 〜SUPER BEST OF GLAY〜』で再録されて収録された。
7. オアフ島 カメハメハ (作詞・作曲：外村尚)
「オアフ島！カメハメハ！」と叫んで一瞬で終わる曲。
8. Pretty Park (作詞・作曲：外村尚)
ヘビーなイントロから始まり、とても早口なAメロの曲。
9. BIG☆STAR!!  (作詞・作曲：久保琢郎)
ゆっくりでヘビーな英語のAメロで始まり、サビからいきなりポップになり、「HISASHIはいつでもBIG STAR」というようなHISASHIがどれほど「凄いか」という歌詞が続く。間奏はギターソロではなくホーンセクションになっている。
10. THE GREAT ESCAPE  (作詞・作曲：和山義仁)
通常はあまり聞かないような不思議なメロディーが繰り返される曲。最後はどんどんテンポが速くなりながら終わる。
11. ETHNIC NEVER MIND (作詞・作曲：和山義仁)
タイトルの通りエスニック風の30秒ほどの短い曲。JASRACには作詞者が登録されているが、奇声を上げているだけのように聞こえる。
12. なになにナ  (作詞・作曲：久保琢郎)
「ダー」とLOVE SLAVEのようなシャウトで始まる激しめの曲。一番最後にゆっくりめに「な～になになにナ～」と歌って終わる。
13. TAI∞ZAN  (作詞：久保琢郎、作曲：永井利光)
ゆっくりめの6/8拍子の曲。
14. I♥N.Y (作詞：久保琢郎、作曲：久保琢郎、小橋照彦、外村尚、和山義仁、永井利光)
ニューヨークについて歌っているゆっくりめのロックな曲。
15. tapのLONELY♥BLUES  (作詞・作曲：久保琢郎)
タイトルの通りブルース調の曲。TAKUROによる引き語りの曲。（TAKUROがアコギでHISASHIがエレキギター、TOSHIがパーカッション。）
16. テルビスのテーマ  (作詞・作曲：久保琢郎)
エルビスプレスリーを意識した曲。TERUもエルビスの様に歌っている。GLAY EXPO 2001 "GLOBAL COMMUNICATION"でも披露され、TERUはエルビスの恰好をしていた。イントロはゆっくりな曲調だが、Aメロからアップテンポの曲調になる。最後の方で「テルビス、まだ終われない」と言ってから、「Thank you!」と何度か繰り返し、「テルビスでした」と言うが、演奏が終わらず、「Stop!」と何度か言った後に終わる。
17. ヤンバルクイナ (イノキのリズムで)  (作詞：小橋照彦、作曲：和山義仁)
かなりポップな曲。タイトルの「イノキ」はおそらく「イノキ・ボン-バ-イエ」のことで、途中で「それでは、ご一緒に」と歌った後に、「ヤンバルクイナ、go to Saipan」というフレーズが繰り返されるが、文字数が異なるのと、ヤンバルクイナの後に間があるため、そこまで「イノキ・ボン-バ-イエ」には似ているようには聞こえない。
18. 極悪トニー 望郷編 (作詞・作曲：外村尚)
2曲目の最後にHISASHIが歌っていたメロディーを違う歌詞とアレンジで2回ほど歌う1分ほどの曲。